# Johann Zeilberger
Johann Zeilberger (10. března 1831 – 29. července 1881 Vídeň nebo Steyr) byl rakouský politik německé národnosti, v 2. polovině 19. století poslanec Říšské rady.

## Biografie
Jeho rodiče Josef a Anna Zeilberger byli majiteli statku v Kirchdorfu. Johann navštěvoval národní školu. Ve věku 17 let převzal správu statku ve Freinbergu u Pasova. V roce 1861 koupil s manželkou Josephinou hostinec Zum Bären v Steyru.Od roku 1873 byl majitelem hostince Zum rothen Krebs v Steyru.
Byl veřejně a politicky činný. Patřil mezi zakladatele Katolického lidového spolku pro Horní Rakousy a členem spolku Katolické casino v Steyru. Zasedal zde v obecní radě. Od roku 1871 byl poslancem Hornorakouského zemského sněmu.
Byl i poslancem Říšské rady (celostátního parlamentu Předlitavska), kam nastoupil v prvních přímých volbách roku 1873 za kurii venkovských obcí v Horních Rakousích, obvod Linec, Florian, Steyr atd. Mandát zde obhájil ve volbách roku 1879. Poslancem byl až do své smrti roku 1881. V roce 1873 se uvádí jako Johann Zeilberger, majitel nemovitostí, bytem Steyr. V roce 1873 zastupoval v parlamentu opoziční blok. V roce 1878 zasedal v poslaneckém Hohenwartově klubu (tzv. Strana práva, která byla konzervativně a federalisticky orientována). Jako konzervativec se uvádí i po volbách v roce 1879.
Zemřel v červenci 1881. Podle některých zdrojů ve Vídni, podle jiných ve Steyru. Podlehl dlouhé nemoci, která ho v posledních dvou měsících upoutala na lůžko.